# デレク・シアンフランス
デレク・シアンフランス（Derek Cianfrance, 1974年1月23日 - ）は、アメリカ合衆国の映画監督、撮影監督、脚本家、編集技師である。

## キャリア
コロラド大学で映画製作のB.F.A.を得た。
1998年に『Brother Tied』（日本未公開）で監督デビューする。
2010年に長編映画2作目『ブルーバレンタイン』が公開された。主演のライアン・ゴズリングとミシェル・ウィリアムズは撮影開始の数年前から役柄について知っていた。撮影場所は当初カリフォルニア州が予定されていたが、ウィリアムズが娘と離れずに済むようにブルックリンに移った。リハーサルはほとんど行われず、またシアンフランスはリテイクをほとんど行わなかった。映画はほとんど暴力やヌードが無いにもかかわらずNC-17に指定され、後にワインスタイン・カンパニーの働きかけによりR指定に変更された。

## 主なフィルモグラフィ

### 映画
- ブルーバレンタイン Blue Valentine (2010) 監督・脚本
- プレイス・ビヨンド・ザ・パインズ/宿命 The Place Beyond the Pines (2012) 監督・脚本
- 光をくれた人 The Light Between Oceans (2016) 監督・脚本
- サウンド・オブ・メタル 〜聞こえるということ〜 Sound of Metal (2019) 原案・製作総指揮
- Roofman（2025）監督・脚本

### ドラマ
- ある家族の肖像/アイ・ノウ・ディス・マッチ・イズ・トゥルー